# « NC-22654 » ne répond plus
« NC-22654 » ne répond plus est le quinzième album de la série Les Aventures de Buck Danny de Jean-Michel Charlier et Victor Hubinon. Ses quarante-quatre planches ont été publiées pour la première fois dans le journal Spirou du no 887 au no 907, puis sous forme d'album en 1957.

## Résumé
Un avion de transport a été mitraillé dans le grand nord alors que l'escadrille de Buck Danny s’y trouvait en exercice. Après une rapide enquête, l’escadrille est mise hors de cause mais ses conclusions sont incroyables : des pirates de l’air auraient attaqué cet appareil en le prenant pour un autre, qui aurait dû transporter un chargement d’or.
Buck et ses deux camarades se portent donc volontaires pour assurer un autre vol, qui, transportant une cargaison fictive d’or, aura pour but d'intercepter les pirates.

## Contexte historique
L'épisode se réfère à l'exploitation de la route du pôle Nord par l'aviation civile au début des années 1950. Les routes aériennes polaires sont rendues possibles par un ensemble de progrès techniques : chauffage et dégivrage des appareils, pressurisation des nouveaux types d'avion, systèmes de navigation tout-temps, pilotage sans visibilité, fiabilité des prévisions météorologiques etc….

## Avions
Le NC-22654 est un Douglas D.C.6, un des premiers avions de ligne avec cabine entièrement pressurisée, pouvant voler normalement à plus de 5 000 m.

## Historique
De passage à la Sabena, Jean-Michel Charlier s'initie à de nouvelles techniques qu'il utilise dans cet épisode. En particulier, l'atterrissage sans visibilité grâce à un « radio-range » avec approche au radiocompas, la procédure décrite étant rigoureusement celle des avions de l'époque